# Saint-Georges-les-Bains
Saint-Georges-les-Bains – miejscowość i gmina we Francji, w regionie Owernia-Rodan-Alpy, w departamencie Ardèche.
Według danych na rok 1990 gminę zamieszkiwało 1 557 osób, a gęstość zaludnienia wynosiła 110 osób/km² (wśród 2880 gmin regionu Rodan-Alpy Saint-Georges-les-Bains plasuje się na 549. miejscu pod względem liczby ludności, natomiast pod względem powierzchni na miejscu 829.).